# Cappellina

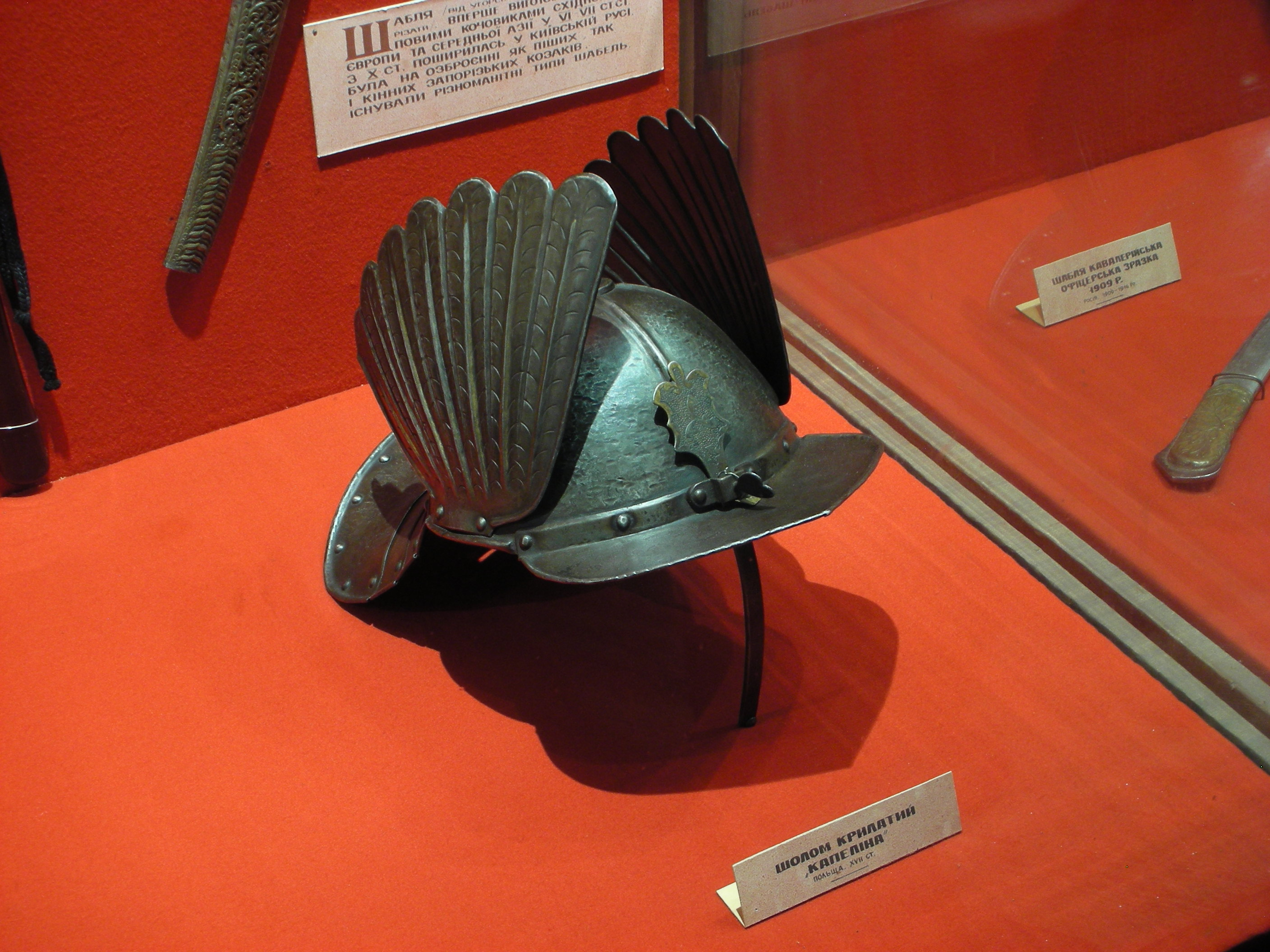
Cappellina con ali di drago - Arsenale di Leopoli.

La cappellina o taschetto (capeline in lingua inglese, derivato dal vocabolo che in lingua francese indica il cappello) era una particolare tipologia di elmo diffuso in Europa Occidentale nel XVII secolo. Si trattava di una variante dell'elmo szyszak in uso presso le forze di cavalleria dell'Impero ottomano e della Moscovia, tanto quanto agli Ussari alati della Confederazione Polacco-Lituana, in epoca post-Rinascimentale.

## Storia
La cappellina venne sviluppata a partire dall'elmetto szyszak (çiçak in lingua turca) dei turchi ottomani in una data non ben precisata del XVII secolo. Durante la Guerra dei Trent'Anni, gli armorari europei (principalmente tedeschi) iniziarono a realizzare elmetti in stile ottomano, introducendo, quale unica variante, una calotta di copertura del cranio semi-sferica e non più conica come nel modello orientale. Questi elmetti vennero chiamati, con una germanizzazione del termine originale, Zischagge e trovarono larga diffusione presso le truppe di cavalleria pesante della Confederazione Polacco-Lituana, gli Ussari alati, già usi a servirsi di elmetti çiçak spogliati ai nemici turco-tartari.
L'evoluzione cominciata con lo zischagge, ancora in uso a fine Seicento tra i polacco-lituani e tra i cavalieri del Brandeburgo-Prussia, proseguì in Europa occidentale con la definitiva codifica del modello "cappellina". Parallelamente, le altre tipologie di elmetto in uso ai cavalieri tedeschi, inglesi, francesi ecc., quali la borgognotta, il morione e la bigoncia, venivano modificate secondo la linea del çiçak turco.
La Cappellina ha indissolubilmente legato le sue fortune alla Guerra civile inglese, durante la quale entrò in dotazione alle forze di cavalleria di ambo gli schieramenti. Parte fondamentale della panoplia degli Harquebusier, le truppe di cavalleria leggera armata di archibugio, figurava anche nell'equipaggiamento degli Ironsides di Oliver Cromwell e dei London lobsters di Arthur Haselrig. Il giudice John Bradshaw, pronunciatario della condanna a morte di Carlo I d'Inghilterra, temendo per la propria incolumità, aveva indossato la Cappellina sotto al consueto copricapo da magistrato durante le sedute del processo a carico del sovrano inglese.
In lingua polacca, la Cappellina è indicata con il vocabolo "Pappenheimer". Tale definizione lascia intendere che gli zischagge prodotti in Germania, quanto meno quelli dati in dotazione ai corazzieri di Gottfried Heinrich, conte di Pappenheim, condottiero del Sacro Romano Impero Germanico scomparso nella Battaglia di Lützen (1632), potessero già avere la linea definitiva della cappellina inglese. Lo zischagge/cappellina era ancora largamente utilizzato tra i corazzieri degli Asburgo d'Austria e della Baviera al tempo della Grande Guerra Turca.

## Costruzione
L'elmetto "cappellina" si compone di:
- calotta semisferica sviluppante anteriormente in una visiera diritta, molto simile a quella di un moderno berretto, e terminante posteriormente in un pronunciato para-nuca;
- grandi guanciali triangolari, discendenti dalle orecchie (la lamina metallica era appositamente aperta da tre/sette buchi per garantire all'utente un minimo di udito) verso il mento. Alcuni esemplari sono però privi dei guanciali;

Elemento distintivo della cappellina è l'arco metallico discendente dalla visiera, nella quale è infisso, e terminante davanti al punto di allaccio dei guanciali. Si tratta di una evoluzione, piuttosto di una deformazione per eccessivo allungamento, del nasale già molto pronunciato dell'elmetto çiçak, del quale mantiene la decorazione a rombo o a giglio alle estremità.
Gli esemplari di cappellina prodotti in Sassonia al volgere del Seicento erano spesso decorati, come i çiçak turco-polacchi contemporanei, da ali metalliche ripiegate verso la calotta.